# Mongolia Cup 2023/24
Der Mongolia Cup 2023/24, auch als MFF Cup oder MFF Tsom bekannt, war ein jährlich stattfindender Pokalwettbewerb in der Mongolei. Organisiert wurde der Wettbewerb vom mongolischen Verband, der Mongolian Football Federation. Der Wettbewerb begann mit der ersten Runde am 16. September 2023 und endete mit dem Endspiel am 3. Juli 2024. Titelverteidiger war FC Ulaanbaatar.

## Termine
| Runde         | Datum                                                          |
| ------------- | -------------------------------------------------------------- |
| 1. Runde      | 16./17. September 2023 23. September 2023 14./15. Oktober 2023 |
| 2. Runde      | 21./22. Oktober 2023 7. Mai 2024                               |
| Achtelfinale  | 24. April 2024 1. Mai 2024 7. Mai 2024 22. Mai 2024            |
| Viertelfinale | 28./29. Mai 2024                                               |
| Halbfinale    | 25. Juni 2024                                                  |
| Finale        | 3. Juli 2024                                                   |

## 1. Runde
| Datum              |                    | Ergebnis        |                               |
| ------------------ | ------------------ | --------------- | ----------------------------- |
| 16. September 2023 | Ulaangom City FC   | 5:1             | Ulaanbaataryn Mazaalaynuud FC |
| 16. September 2023 | Khukh Zapuus FC    | 1:4             | Tuuliin Tom Tunuud FC         |
| 17. September 2023 | Shine Yarmag       | 2:6             | Omni Khan-Uul                 |
| 23. September 2023 | BCH Lions          | 0:1             | Hunters FC                    |
| 14. Oktober 2023   | Khad FC            | 1:1 (5:3 i. E.) | Ward FC                       |
| 14. Oktober 2023   | Baga Toirog        | 0:3             | Khovd Western FC              |
| 14. Oktober 2023   | Selenge FC         | 2:7             | DMU FC                        |
| 15. Oktober 2023   | Irvesuud FC        | 2:5             | Alliance ZHR                  |
| 15. Oktober 2023   | FC Kharaatsai      | 14:1            | Technozone                    |
| 15. Oktober 2023   | Khökh Chononuud FC | 2:4             | Capitron FC                   |

Freilos: Khukh Arslanguud FC

## 2. Runde
| Datum            |                     | Ergebnis |                       |
| ---------------- | ------------------- | -------- | --------------------- |
| 21. Oktober 2023 | Ulaangom City FC    | 7:1      | DMU FC                |
| 21. Oktober 2023 | Capitron FC         | 4:2      | Omni Khan-Uul         |
| 22. Oktober 2023 | FC Kharaatsai       | 3:4      | Alliance ZHR          |
| 22. Oktober 2023 | Khukh Arslanguud FC | 3:4      | Tuuliin Tom Tunuud FC |
| 7. Mai 2024      | Hunters FC          | 2:0      | Khovd Western FC      |

Freilos: Khad FC

## Achtelfinale
| Datum          |                      | Ergebnis |                       |
| -------------- | -------------------- | -------- | --------------------- |
| 24. April 2024 | FC Ulaanbaatar       | 7:0      | Khaan Khuns-Erchim FC |
| 24. April 2024 | Bavarians FC         | 0:9      | Khovd FC              |
| 1. Mai 2024    | Khad FC              | 0:2      | Khoromkhon Club       |
| 1. Mai 2024    | Khangarid FC         | 0:3      | Tuv Azarganuud FC     |
| 7. Mai 2024    | Deren FC             | 6:0      | Capitron FC           |
| 7. Mai 2024    | Brera Ilch FC        | 0:1      | Alliance ZHR          |
| 22. Mai 2024   | Hunters FC           | 7:1      | Tuuliin Tom Tunuud FC |
| 22. Mai 2024   | Bulgan SP Falcons FC | 6:0      | Ulaangom City FC      |

## Viertelfinale
| Datum        |                 | Ergebnis |                      |
| ------------ | --------------- | -------- | -------------------- |
| 28. Mai 2024 | FC Ulaanbaatar  | 2:1      | Khovd FC             |
| 28. Mai 2024 | Khoromkhon Club | 2:1      | Tuv Azarganuud FC    |
| 29. Mai 2024 | Deren FC        | 4:0      | Alliance ZHR         |
| 29. Mai 2024 | Hunters FC      | 0:5      | Bulgan SP Falcons FC |

## Halbfinale
| Datum         |                | Ergebnis              |                      |
| ------------- | -------------- | --------------------- | -------------------- |
| 25. Juni 2024 | FC Ulaanbaatar | 2:3                   | Khoromkhon Club      |
| 25. Juni 2024 | Deren FC       | 1:1 n. V. (2:4 i. E.) | Bulgan SP Falcons FC |

## Finale
Da Finale fand im MFF Football Centre in Ulaanbaatar statt.
| Datum        |                 | Ergebnis              |                      |
| ------------ | --------------- | --------------------- | -------------------- |
| 3. Juli 2024 | Khoromkhon Club | 1:1 n. V. (4:5 i. E.) | Bulgan SP Falcons FC |